# José Alberto Pérez
José Alberto Pérez (3 agosto 1947) è un ex calciatore argentino, di ruolo portiere.

## Caratteristiche tecniche
Portiere, fu particolarmente noto per la sua abilità nel parare i calci di rigore; stabilì il primato di 14 rigori parati consecutivamente.

## Carriera

### Club
Perico Pérez iniziò la carriera professionistica nel River Plate: entrò a far parte della prima squadra nel 1969. Divenne poi titolare, disputando gran parte degli incontri di massima serie dei campionati tra il 1969 e il 1974. Con la società di Núñez ebbe modo anche di partecipare alla Coppa Libertadores nel 1970 e nel 1973. Nel 1975 lasciò il River per l'Independiente, e con la divisa rossa del club di Avellaneda giocò le due gare di Coppa Intercontinentale contro l'Atlético Madrid, subendo due reti (entrambe nella partita disputata a Madrid). Nello stesso anno prese parte alla Primera División, classificandosi al 13º posto nel Metropolitano e al 3º nel girone C del Nacional, e alla Libertadores, che terminò con la vittoria della sua squadra. Nella tripla finale con l'Unión Española, Pérez giocò sempre da titolare. Nel 1976 passò all'Unión di Santa Fe, compagine che prendeva parte alla massima serie argentina: vi rimase per due stagioni, totalizzando 90 presenze su 110 incontri. Nel 1978 fu acquistato dal Platense di Vicente López, giocandovi 36 gare. Concluse poi la carriera con la maglia del Chacarita Juniors, in seconda serie.

## Palmarès

### Club
- Coppa Libertadores: 1

Independiente: 1975

### Nazionale
- Campionato sudamericano Under-19: 1

1967